# Цезий Назика
Це́зий Нази́ка (лат. Caesius Nāsīca; умер после 52 года) — древнеримский военный деятель из плебейского рода Цезиев, легионный легат в Британии.

## Биография
В историографии существует предположение, что Назика был родственником императорского легата Британии Квинта Петиллия Цериала, из чего можно сделать вывод, что он происходил из Умбрии или области сабинов. Во время правления Британией легатом Авлом Дидием Галлом (52—57 годы) Назика возглавлял кампанию против восставшего правителя бригантов Венуция и одержал над ним победу. Во время кампании он, по всей видимости, занимал должность легата IX «Испанского» легиона.